# Theclinae
Le Theclinae Swainson, 1831, sono una sottofamiglia di lepidotteri, appartenente alla famiglia Lycaenidae. Diversi autori la considerano solo una tribù della sottofamiglia Lycaeninae.

## Tassonomia
Questo taxon comprende i seguenti generi:
- Abloxurina Johnson, 1992.
- Acrodipsas Sands, 1980.
- Acupicta Eliot, 1973.
- Ahlbergia Bryk, 1946.
- Allosmaitia Clench, 1964.
- Aloeides Hübner, 1819.
- Amblopala Leech, 1893.
- Amblypodia Horsfield, 1829.
- Ancema Eliot, 1973.
- Angulopis Johnson, 1991.
- Annamaria D'Abrera & Balint, 2001.
- Antigius Sibatani & Ito, 1942.
- Apharitis Riley, 1925.
- Aphnaeus Hübner, 1819.
- Apporasa Moore, 1884.
- Araotes Doherty, 1889.
- Araragi Sibatani & Ito, 1942.
- Arawacus Kaye, 1904.
- Arcas Swainson, 1832.
- Arhopala Boisduval, 1832.
- Artipe Boisduval, 1870.
- Artopoetes Chapman, 1909.
- Asymbiopsis Johnson & Le Crom, 1997.
- Atlides Hübner, 1819.
- Aubergina Johnson, 1991.
- Austrozephyrus Howarth, 1957.
- Axiocerses Hübner, 1819.
- Balintus D'Abrera, 2001.
- Bindahara Moore, 1881.
- Bithys Hübner, 1818.
- Bowkeria Quickelberge, 1972.
- Britomartis Nicéville, 1895.
- Bullis Nicéville, 1897.
- Callophrys Billberg, 1820.
- Calycopis Scudder, 1876.
- Calystryma Field, 1967.
- Candora Johnson, 1992.
- Capys Hewitson, 1865.
- Catapaecilma Butler, 1879.
- Chaetoprocta Nicéville, 1890.
- Chalybs Hübner, 1819.
- Charana Nicéville, 1890.
- Cheritra Moore, 1881.
- Cheritrella Nicéville, 1887.
- Chliaria Moore, 1884.
- Chloroselas Butler, 1885.
- Chlorostrymon Clench, 1961.
- Chrysoritis Butler, 1898.
- Chrysozephyrus Shirôzu & Yamamoto, 1956.
- Cigaritis Donzel, 1847.
- Cisincisalia Johnson, 1992.
- Cissatsuma Johnson, 1992.
- Contrafacia Johnson, 1989.
- Cordelia Shirôzu & Yamamoto, 1956.
- Coreana Tutt, 1907.
- Cowania Eliot, 1973.
- Creon Nicéville, 1896.
- Crudaria Wallengren, 1875.
- Cyanophrys Clench, 1961.
- Dacalana Moore, 1884.
- Dapidodigma Karsch, 1895.
- Deciduphagus Johnson, 1992.
- Denivia Johnson, 1992.
- Desmolycaena Trimen, 1898.
- Deudorix Hewitson, 1863.
- Dindyminotes Johnson, Austin, Le Crom & Salazar, 1997.
- Drina Nicéville, 1890.
- Drupadia Moore, 1884.
- Egides Johnson, Kruse & Kroenlein, 1997.
- Electrostrymon Clench, 1961.
- Eooxylides Doherty, 1889.
- Epimastidia Druce, 1891.
- Erikssonia Trimen, 1891.
- Erora Scudder, 1872.
- Esakiozephyrus Shirôzu & Yamamoto, 1956.
- Euaspa Moore, 1884.
- Eumaeus Hübner, 1819.
- Euristrymon Clench, 1961.
- Evenus Hübner, 1819.
- Exorbaetta Johnson, Austin, Le Crom & Salazar, 1997.
- Falerinota Johnson, Austin, Le Crom & Salazar, 1997.
- Fasslantonius Bálint & Salazar Escobar, 2003.
- Favonius (faune) Sibatani & Ito, 1942.
- Femniterga Johnson, 1987.
- Flos Doherty, 1889.
- Gigantofalca Johnson, 1991.
- Gigantorubra Johnson, 1993.
- Ginzia Okano, 1941.
- Goldia Dubatolov & Korshunov, 1990.
- Gonerilia Shirôzu & Yamamoto, 1956.
- Gullicaena Bálint, 2002.
- Habrodais Scudder, 1876.
- Harkenclenus dos Passos, 1970.
- Hemiolaus Aurivillius, 1922.
- Horaga Moore, 1881.
- Howarthia Shirôzu & Yamamoto, 1956.
- Hypaurotis Scudder, 1876.
- Hypochlorosis Röber, 1892.
- Hypochrysops Felder & Felder, 1860.
- Hypolycaena Felder & Felder, 1862.
- Hypostrymon Clench, 1961.
- Hypothecla Semper, 1890.
- Iaspis Kaye, 1904.
- Incisalia Scudder, 1872.
- Iolaus Hübner, 1819.
- Iozephyrus Wang Min, 2002.
- Ipidecla Dyar, 1916.
- Iraota Moore, 1881.
- Iratsume Sibatani & Ito, 1942.
- Jacoona Distant, 1884.
- Jagiello Bálint & Wojtusiak, 2000.
- Jalmenus Hübner, 1818.
- Janthecla Robbins & Venables, 1991.
- Japonica Tutt, 1907.
- Johnsonita Salazar & Constantino, 1996.
- Kisutam Johnson & Kroenlein, 1993.
- Laeosopis Rambur, 1858.
- Lamasa Johnson, 1992.
- Lamprospilus Geyer, 1832.
- Laothus Johnson, Kruse & Kroenlein, 1997.
- Leptomyrina Butler, 1898.
- Leucantigius Shirôzu & Murayama, 1951.
- Lipaphnaeus Aurivillius, 1916.
- Loxura Horsfield, 1829.
- Lucia Swainson, 1833.
- Lucilda D'Abrera & Bálint, 2001.
- Macusia Kaye, 1904.
- Mahathala Moore, 1878.
- Maneca Nicéville, 1890.
- Manto Nicéville, 1895.
- Mantoides Druce, 1896.
- Margaritheclus Bálint, 2002.
- Matsutaroa Hayashi, Schröder & Treadaway, 1984.
- Mercedes Johnson, 1991.
- Micandra Staudinger, 1888.
- Michaelus Nicolay, 1979.
- Ministrymon Clench, 1961.
- Mithras Hübner, 1819.
- Mitoura Scudder, 1872.
- Mota Nicéville, 1890.
- Myrina Fabricius, 1807.
- Nanlingozephyrus Wang & Pang, 1998.
- Neocheritra Distant, 1885.
- Neolycaena Nicéville, 1890.
- Neomyrina Distant, 1884.
- Neozephyrus Sibatani & Ito, 1942.
- Nesiostrymon Clench, 1964.
- Nicolaea Johnson, 1993.
- Noreena Johnson, MacPherson & Ingraham, 1986.
- Novosatsuma Johnson, 1992.
- Ocaria Clench, 1970.
- Oenomaus Hübner, 1819.
- Ogyris Angas, 1847.
- Olynthus Hübner, 1819.
- Orcya Johnson, 1990.
- Ostrinotes Johnson, Austin, Le Crom & Salazar, 1997.
- Oxylides Hübner, 1819.
- Paiwarria Kaye, 1904.
- Pamela Hemming, 1935.
- Panthiades Hübner, 1819.
- Parachilades Nabokov, 1945.
- Parachrysops Bethune-Baker, 1904.
- Paralucia Waterhouse & Turner, 1905.
- Paralustrus Johnson, 1992.
- Paraspiculatus Johnson & Constantino, 1997.
- Parrhasius Hübner, 1819.
- Paruparo Takanami, 1982.
- Pedusa D'Abrera, 2001.
- Penaincisalia Johnson, 1990.
- Phaeostrymon Clench, 1961.
- Phasis Hübner, 1819.
- Philiris Röber, 1891.
- Podanotum Torres, Hall, Willmott & Johnson, 1996.
- Poecilmitis Butler, 1899.
- Poetukulunma Brevignon, 2002.
- Pons Johnson, 1992.
- Pratapa Moore, 1881.
- Protantigius Shirôzu & Yamamoto, 1956.
- Proteuaspa Koiwaya, 2003.
- Pseudaletis Druce, 1888.
- Pseudalmenus Druce, 1902.
- Pseudodipsas Felder & Felder, 1860.
- Pseudolycaena Wallengren, 1858.
- Pseudotajuria Eliot, 1973.
- Purlisa Distant, 1881.
- Qinorapala Chou & Wang, 1995.
- Rachana Eliot, 1978.
- Rapala Moore, 1881.
- Rathinda Moore, 1881.
- Ravenna Shirôzu & Yamamoto, 1956.
- Rekoa Kaye, 1904.
- Remelana Moore, 1884.
- Rhamma Johnson, 1992.
- Riojana D'Abrera & Bálint, 2001.
- Ritra Nicéville, 1890.
- Saigusaozephyrus Koiwaya, 1993.
- Salazaria D'Abrera & Bálint, 2001.
- Sandia Clench & Ehrlich, 1960.
- Satyrium Scudder, 1876.
- Semanga Distant, 1884.
- Serratofalca Johnson, 1991.
- Serratonotes Johnson, Austin, Le Crom & Salazar, 1997.
- Shaanxiana Koiwaya, 1993.
- Shapiroana Johnson, 1992.
- Shirozua Sibatani & Ito, 1942.
- Shizuyaozephyrus Koiwaya, 2003.
- Sibataniozephyrus Inomata, 1986.
- Siderus Kaye, 1904.
- Sinthusa Moore, 1884.
- Sithon Hübner, 1819.
- Spindasis Wallengren, 1857.
- Strephonota Johnson, Austin, Le Crom & Salazar, 1997.
- Strymon Hübner, 1818.
- Suasa Nicéville, 1890.
- Sukidion Druce, 1891.
- Surendra Moore, 1879.
- Syedranota Johnson, Austin, Le Crom & Salazar, 1997.
- Symbiopsis Nicolay, 1971.
- Syrmoptera Karsch, 1895.
- Tajuria Moore, 1881.
- Tanuetheira Druce, 1891.
- Teratozephyrus Sibatani, 1946.
- Tergissima Johnson, 1987.
- Terra Johnson & Matusik, 1988.
- Thaduka Moore, 1879.
- Thaeides Johnson, Kruse & Bálint, 2001.
- Thamala Moore, 1879.
- Thaumaina Bethune-Baker, 1908.
- Thecla Fabricius, 1807.
- Theclopsis Godman & Salvin, 1887.
- Thecloxurina Johnson, 1992.
- Theorema Hewitson, 1865.
- Thereus Hübner, 1819.
- Theritas Hübner, 1818.
- Thermozephyrus Inomata & Itagaki, 1986.
- Thestius Hübner, 1819.
- Thrix Doherty, 1891.
- Ticherra Nicéville, 1887.
- Timaeta Johnson, Kruse & Kroenlein, 1997.
- Tmolus Hübner, 1819.
- Tomares Rambur, 1840.
- Treboniana Johnson, Austin, Le Crom & Salazar, 1997.
- Trichiolaus Aurivillius, 1898.
- Trichonis Hewitson, 1865.
- Trochusinus Johnson & Salazar Escobar, 1997.
- Ussuriana Tutt, 1907.
- Variegatta Johnson, 1992.
- Wagimo Sibatani & Ito, 1942.
- Xamia Clench, 1961.
- Yamamotozephyrus Saigusa, 1993.
- Yamatozephyrus Wang & Pang, 1998.
- Yasoda Doherty, 1889.
- Zeltus Nicéville, 1890.
- Zeritis Boisduval, 1836.
- Zesius Hübner, 1819.
- Ziegleria Johnson, 1993.
- Zigirina Johnson, Austin, Le Crom & Salazar, 1997.
- Zinaspa Nicéville, 1890.

### Alcune specie

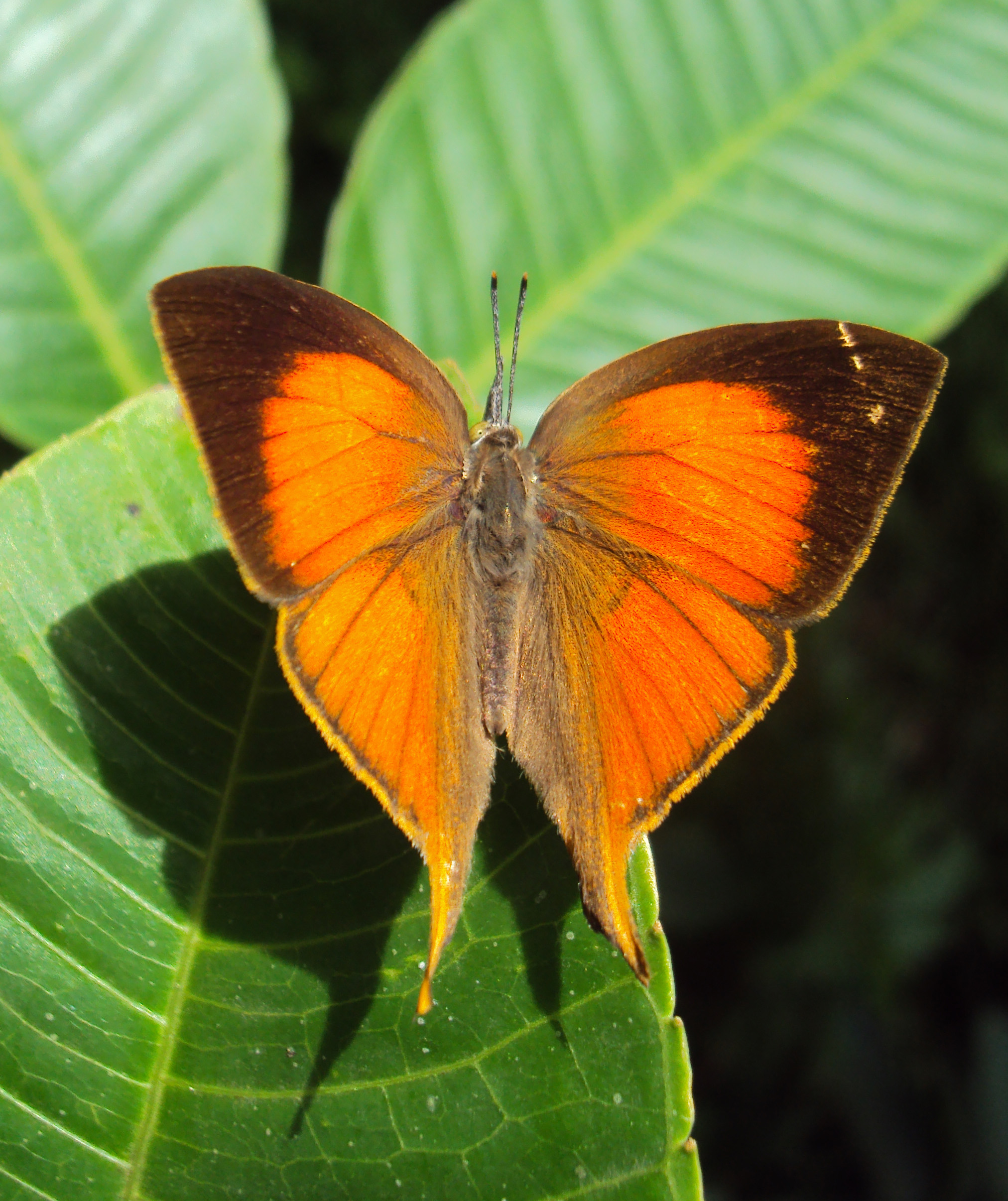
Loxura atymnus
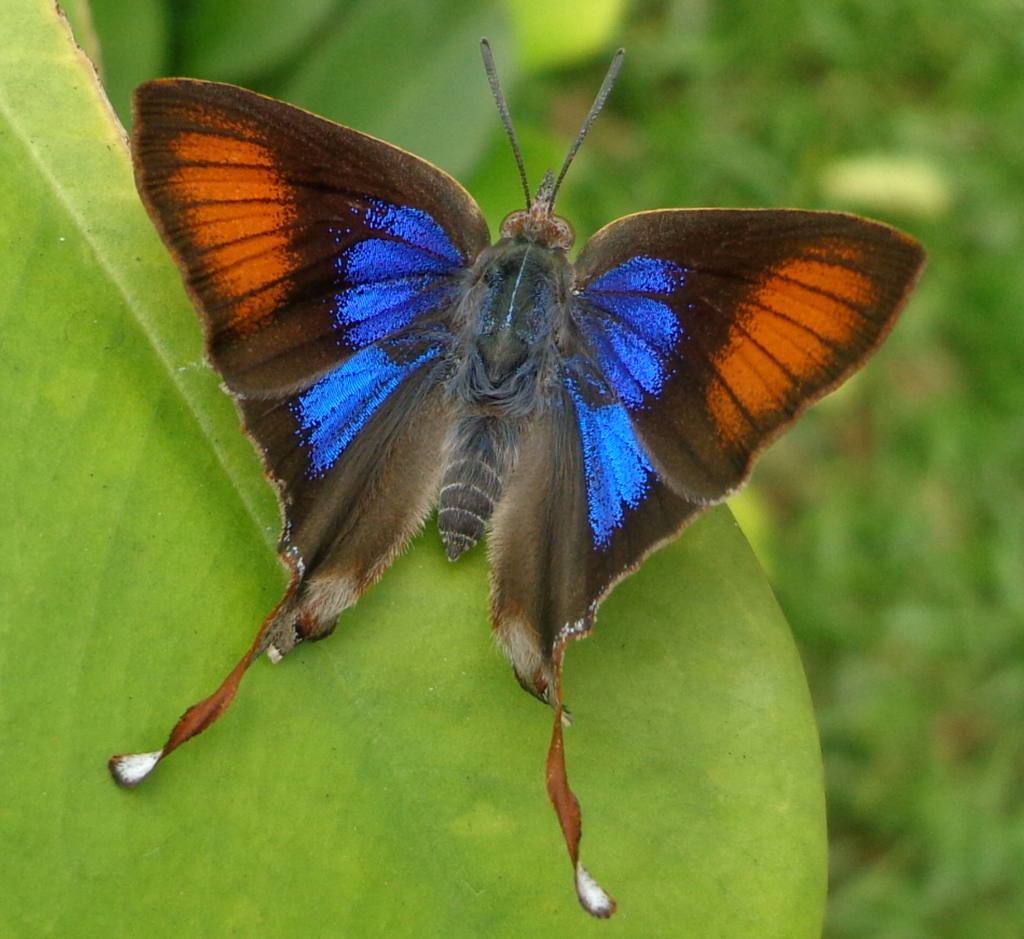
Myrina silenus
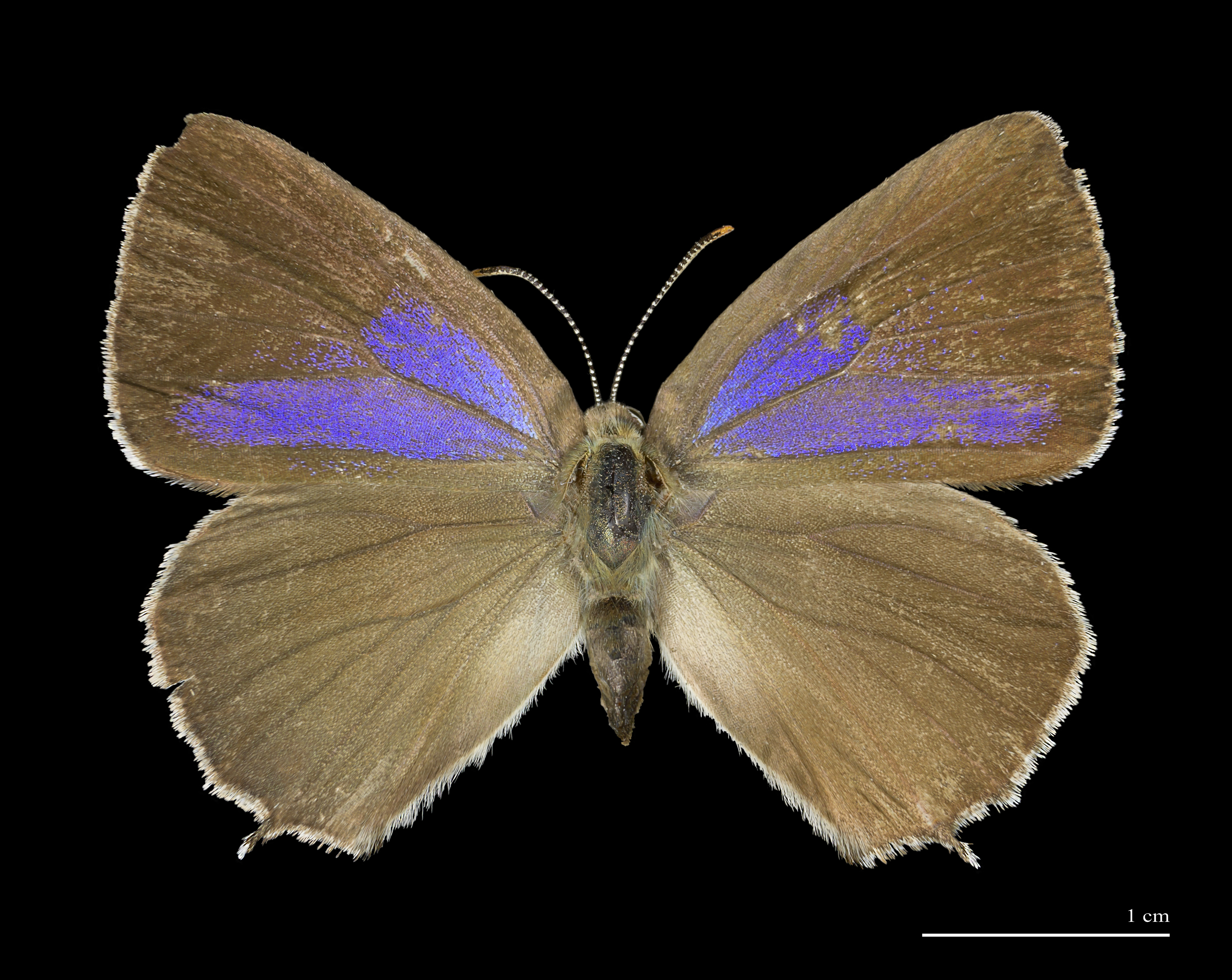
Quercusia quercus
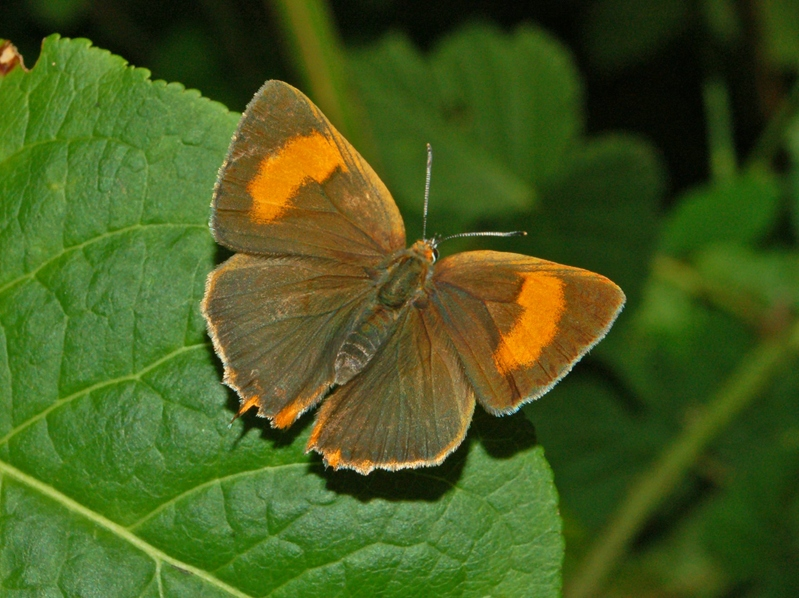
Thecla betulae